# Radoslav Látal
Radoslav Látal (Prostějov, 1970. január 6. –) Európa-bajnoki ezüstérmes cseh válogatott labdarúgó.
A cseh válogatott tagjaként részt vett az 1996-os és a 2000-es Európa-bajnokságon.

## Sikerei, díjai

### Játékosként
Dukla Praha
- Csehszlovák kupa (1): 1989–90

Schalke 04
- UEFA-kupa győztes (1): 1996–97

Baník Ostrava
- Cseh bajnok (1): 2003–04
- Cseh kupa (1): 2004–05

Csehország
- Európa-bajnoki ezüstérmes (1): 1996

### Edzőként
MFK Košice
- Szlovák kupa (1): 2013–14